# شهرستان مائگر (مونتانا)
شهرستان مائگر، مونتانا (به انگلیسی: Meagher County, Montana) یک سکونتگاه مسکونی در ایالات متحده آمریکا است که در ایالت مونتانا واقع شده‌است.

## خصوصیات
شهرستان مائگر ۶٬۲۰۳٫۰۶ کیلومترمربع مساحت دارد.